# Fenkil Northern Red Sea Challenge
La Fenkil Northern Red sea Challenge (it. Fenkil Mar Rosso Settentrionale Challenge) è stata una corsa in linea maschile di ciclismo su strada che si svolgeva nella regione del Mar Rosso Settentrionale, in Eritrea, ogni anno in aprile. Apriva la stagione ciclistica in Eritrea. Nata nel 2013, poi interrotta e ripresa nel 2016, è subito entrata a far parte dell'UCI Africa Tour come evento di classe 1.2. Nel 2017 si è svolta l'ultima edizione.

## Albo d'oro
Aggiornato all'edizione 2016.
| Anno      | Vincitore        | Secondo          | Terzo             |
| --------- | ---------------- | ---------------- | ----------------- |
| 2013      | Tesfay Abraha    | Awet Gebremedhin | Mekseb Debesay    |
| 2014-2015 | non disputata    | non disputata    | non disputata     |
| 2016      | Michael Habtom   | Adhanom Zemekael | Amanuel Million   |
| 2017      | Pierpaolo Ficara | Zemenfes Solomon | Mehari Tesfatsion |